# Палео Цифлики
Палео Цифлики (на гръцки: Παλαιό Τσιφλίκι) или Палио (Παληό) е село в Гърция, в дем Кавала, област Източна Македония и Тракия.

## География
Палео Цифлики е разположено беломорския бряг, на 9 km западно от Кавала.

## История
В османско време селото е турски чифлик. В 1923 година в селото са заселени 10 семейства гърци бежанци от Турция. За пръв път се споменава в преброяването от 1928 година с 85 души бежанци. Малко по-късно селото се разпада. Обновено е след Гражданската война (1946 - 1949). Населението се увеличава, тъй като местоположението на селото позволява развитието на туризма.
В края на 60-те години е създадено селището Тоска, което в 1971 година има 6 жители, а по-късно е присъединено към Палео Цифлики.
| Година    | 1913 | 1920 | 1928 | 1940 | 1951 | 1961 | 1971 | 1981 | 1991 | 2001 | 2011 | 2021 |
| --------- | ---- | ---- | ---- | ---- | ---- | ---- | ---- | ---- | ---- | ---- | ---- | ---- |
| Население |      |      | 85   |      | 159  | 128  | 209  | 543  | 1138 | 1848 | 2195 | 1983 |